# Digitivalva heringi
Digitivalva heringi is een vlinder uit de familie van de koolmotten (Plutellidae). De wetenschappelijke naam is voor het eerst geldig gepubliceerd in 1956 door Klimesch.
De soort komt voor in Europa.